# Keiji Inafune
Keiji Inafune (稲船 敬二?, Inafune Keiji; Kishiwada, 8 maggio 1965) è un autore di videogiochi giapponese.
È stato a capo del settore di ricerca e sviluppo della Capcom dal 2005 al 2010, l'anno della fondazione della propria casa di sviluppo, la Comcept. È famoso per aver co-creato la serie Mega Man ed averne prodotto altre, come Onimusha, Dead Rising e Resident Evil.

## Videogiochi

### SerieMega Man

#### Mega Man
- Mega Man (1987) - character designer
- Mega Man 2 (1988) - character designer
- Mega Man 3 (1990) - character designer
- Mega Man 4 (1991) - progettazione
- Mega Man 5 (1992) - designer di oggetti
- Mega Man 6 (1993) - designer di oggetti
- Mega Man Soccer (1994) - illustratore
- Mega Man 7 (1995) - designer di oggetti
- Mega Man 8 (1996) - produttore
- Mega Man 2: The Power Fighters (1996) - ringraziamenti speciali
- Mega Man Battle & Chase (1997) - produttore
- Mega Man & Bass (1998) - produttore
- Mega Man Powered Up (2006) - produttore esecutivo
- Mega Man 9 (2008) - produttore, character designer
- Mega Man 10 (2010) - produttore

#### Mega Man X
- Mega Man X (1993) - character designer
- Mega Man X2 (1994) - character designer
- Mega Man X3 (1995) - character designer
- Mega Man X4 (1997) - produttore
- Mega Man X5 (2000) - ringraziamenti speciali
- Mega Man Xtreme (2000) - ringraziamenti speciali
- Mega Man Xtreme 2 (2001) - ringraziamenti speciali
- Mega Man X7 (2003) - ringraziamenti speciali
- Mega Man X8 (2004) - ringraziamenti speciali
- Mega Man Maverick Hunter X (2005) - produttore esecutivo

#### Mega Man Legends
- Mega Man Legends (1997) - produttore
- The Misadventures of Tron Bonne (1999) — ideatore, produttore
- Mega Man Legends 2 (2000) - produttore

#### Mega Man Zero
- Mega Man Zero (2002) - produttore
- Mega Man Zero 2 (2003) - produttore
- Mega Man Zero 3 (2004) - produttore
- Mega Man Zero 4 (2005) - produttore

#### Mega Man ZX
- Mega Man ZX (2006) - produttore
- Mega Man ZX Advent (2007) - produttore

#### Mega Man Battle Network
- Mega Man Battle Network (2001) - produttore
- Mega Man Battle Network 2 (2001) - produttore
- Mega Man Battle Network 3 (2002) - produttore
- Mega Man Battle Network 4 (2003) - produttore
- Mega Man Battle Network 5 (2004) - produttore
- Mega Man Battle Network 6 (2005) - produttore

#### Mega Man Star Force
- Mega Man Star Force (2006) - produttore esecutivo
- Mega Man Star Force 2 (2007) - produttore esecutivo
- Mega Man Star Force 3 (2008) - produttore esecutivo

### Resident Evil
- Resident Evil: Director's Cut - produttore
- Resident Evil 2 - produttore promozionale
- Biohazard 4D-Executer - supervisore esecutivo
- Resident Evil 4 - produttore esecutivo (versione PS2)
- Resident Evil 5 - produttore esecutivo (non accreditato)

### Onimusha
- Onimusha: Warlords – produttore
- Onimusha 2: Samurai's Destiny – produttore
- Onimusha Blade Warriors - produttore esecutivo
- Onimusha 3: Demon Siege - produttore esecutivo
- Onimusha: Dawn of Dreams - produttore esecutivo

### Altri giochi
- Street Fighter – graphic designer
- Pro Yakyū? Satsujin Jiken! (Professional Baseball Murder Mystery) – graphic designer
- Chip 'n Dale Rescue Rangers – graphic designer
- DuckTales – graphic designer
- Yo! Noid – character design, illustratore
- Capcom's Gold Medal Challenge '92 – graphic designer
- Breath of Fire – character design, illustratore
- Capcom Fighting Evolution, Shadow of Rome and Black Cat – produttore esecutivo
- Legend of Zelda: Minish Cap - produttore
- Shadow of Rome - produttore esecutivo
- Final Fight: Streetwise – ringraziamenti speciali
- Lost Planet: Extreme Condition – produttore, scrittore
- Dead Rising – produttore
- Street Fighter IV - produttore esecutivo
- Bionic Commando - produttore esecutivo
- Super Street Fighter IV - produttore esecutivo
- Dark Void - produttore esecutivo
- Lost Planet 2 - produttore esecutivo
- Dead Rising 2 - produttore esecutivo
- Ghost Trick: Phantom Detective - produttore esecutivo
- Asura's Wrath - produttore esecutivo
- Dragon's Dogma - produttore esecutivo (non accreditato)
- Phoenix Wright: Ace Attorney/Apollo Justice - produttore esecutivo
- Hyperdimension Neptunia Mk2 - apparizione speciale come personaggio
- Hyperdimension Neptunia Victory - apparizione speciale come personaggio
- Guild02 - designer (Mushikera Sensha)[1]
- Soul Sacrifice - game designer
- Kaio: King of Pirates - capo del progetto
- Bugs vs. Tanks! - game designer
- Soul Sacrifice Delta - concept originale
- Yaiba: Ninja Gaiden Z - produttore, regista
- Azure Striker Gunvolt - produttore esecutivo, supervisione dell'azione
- Mighty Gunvolt - produttore esecutivo
- Mighty No. 9 - capo del progetto
- ReCore - concept originale
- Azure Striker Gunvolt 2 - produttore esecutivo, supervisione dell'azione
- Dragon & Colonies - produttore
- Azure Striker Gunvolt 3 - produttore esecutivo, supervisione dell'azione